# Piotr Kiełpikowski
Piotr Andrzej Kiełpikowski (* 27. listopadu 1962 Grudziądz, Polsko) je bývalý polský sportovní šermíř, který se specializoval na šerm fleretem. Polsko reprezentoval v osmdesátých a devadesátých letech. Na olympijských hrách startoval v roce 1988, 1992 a 1996 v soutěži jednotlivců a družstev. V roce 1984 ho připravil o účast na olympijských hrách bojkot. V roce 1998 a 2003 obsadil třetí místo na mistrovství světa v soutěži jednotlivců. S polským družstvem fleretistů vybojoval na olympijských hrách jednu stříbrnou (1996) a jednu bronzovou (1992) olympijskou medaili a v roce 1998 vybojoval s družstvem titul mistra světa.